# 威爾金森鎮區 (明尼蘇達州卡斯縣)
威爾金森鎮區（英語：Wilkinson Township）是一個位於美國明尼蘇達州卡斯縣的行政鎮區。

## 人口
根據2020年美國人口普查的數據，威爾金森鎮區的面積為93.30平方千米，當中陸地面積為79.60平方千米，而水域面積為13.70平方千米。當地共有人口574人，而人口密度為每平方千米6人。